# Bouton Automobile Company
Bouton Automobile Company war ein US-amerikanischer Hersteller von Automobilen.

## Unternehmensgeschichte
Das Unternehmen wurde 1902 in Rumford in Maine gegründet. J. A. Nile war der Präsident. Samuel Bouton, nach eigenen Angaben ein Cousin von Georges Bouton, war der Konstrukteur. Sie begannen mit der Produktion von Automobilen. Der Markenname lautete Bouton. Im Frühling 1903 waren etwa zwölf Mitarbeiter beschäftigt. Zu dieser Zeit lagen etwa 50 Aufträge für Fahrzeuge vor. Noch 1903 endete die Produktion.

## Fahrzeuge
Das einzige Modell war ein einfach konstruiertes Fahrzeug. Zur Wahl standen zwei- und viersitzige Aufbauten, natürlich offen.